# Udo Schnittker
Udo Schnittker (* 3. Mai 1959 in Dortmund) ist ein Brigadegeneral außer Dienst des Heeres der Bundeswehr. Er war zuletzt von 2019 bis 2023 National Military Representative beim Supreme Headquarters Allied Powers Europe der NATO in Mons (Belgien).

## Militärische Laufbahn

### Ausbildung und erste Verwendungen
Schnittker trat im Oktober 1977 als Wehrpflichtiger bei der Feldjägerausbildungskompanie 602 in Heide (Holstein) in die Bundeswehr ein. Von 1978 bis 1979 wurde er bei der 3./Feldjägerbataillon 610 in Hamburg zum Feldjägerunteroffizier ausgebildet. Von 1979 bis 1980 absolvierte er den Offizieranwärterlehrgang an der Infanterieschule in Hammelburg. Von 1980 bis 1983 absolvierte er ein Studium der Pädagogik an der Hochschule der Bundeswehr Hamburg, welches er als Diplom-Pädagoge abschloss. Danach wurde er von 1983 bis 1985 als stellvertretender Zugführer eines Feldjägerzuges wiederum bei der 3./Feldjägerbataillon 610 eingesetzt. Es folgte 1985 bis 1987 eine Verwendung als Hörsaalleiter in der III. und der II. Inspektion an der Schule für Feldjäger und Stabsdienst der Bundeswehr in Sonthofen. Von 1987 bis 1990 war Schnittker als Zugführer des I. Zuges bei der 5./FJgBtl 720 in Munster eingesetzt. Von 1990 bis 1992 schloss sich eine Verwendung als Kompaniechef der 8./FJgBtl 730 in der Nassau-Dietz-Kaserne Budel in den Niederlanden an, danach nahm er von 1992 bis 1994 am 35. Generalstabslehrgang des Heeres an der Führungsakademie der Bundeswehr teil.

### Dienst als Stabsoffizier
Von 1994 bis 1996 war Schnittker beim Heeresführungskommando in Koblenz als Stabsoffizier G4 Op, und von 1996 bis 2000 als Dezernent beim Deutschen Militärischen Vertreter bei der NATO in Brüssel, Generalleutnant Klaus Wiesmann, eingesetzt. Von 2000 bis 2002 schloss sich mit der Aufgabe des Bataillonskommandeurs des Feldjägerbataillons 801 in Neubrandenburg ein weiteres Truppenkommando an. Von 2002 bis 2004 diente er als Referent im Führungsstab der Streitkräfte im Bundesministerium der Verteidigung und danach im Presse- und Informationsstab des Bundesministeriums der Verteidigung in Berlin. Von 2004 bis 2007 diente er als Dezernatsleiter beim Deutschen Militärischen Vertreter im Militärausschuss der NATO in Brüssel. Von 2007 bis 2012 wurde er als Referatsleiter 2 Internet/Öffentlichkeitsarbeit: Öffentlichkeitsarbeit im Presse- und Informationsstab beim Bundesministerium der Verteidigung verwendet.

### Dienst als General
Von 2013 bis 2019 war Udo Schnittker, unter Ernennung zum Brigadegeneral, Kommandeur des neu aufgestellten Kommando Feldjäger der Bundeswehr in Hannover. Dieses übergab er am 12. Juni 2019 an Oberst Ulf Häussler. Schnittker wechselte auf die Position des National Military Representative beim Supreme Headquarters Allied Powers Europe der NATO in Mons (Belgien). Im Oktober 2023 wurde er in den Ruhestand versetzt.

### Auslandseinsätze
- KFOR 06/2001 – 12/2001 Provost Marshal MNB(S), 3. Deutsches Einsatzkontingent KFOR, Prizren/Kosovo
- KFOR 04/2014 – 09/2014 Leiter NATO Verbindungs- und Beratungsteam (NLAT), Pristina/Kosovo

## Privates
Udo Schnittker ist verheiratet.